# Tiupampense
El Tiupampense o SALMA Tiupampense (del  inglés South American land mammal ages) es una edad mamífero de América del Sur, división establecida para definir una escala geológica de tiempo para la fauna de mamíferos sudamericanos. Es la edad mamífero más antigua reconocida. Correspondería a la edad geológica Daniense. Su límite inferior se sitúa en los 65 Ma, mientras que su límite superior se ubica en los 64,866 Ma.
Esta edad mamífero fue reconocida por B. Ortiz-Jaureguízar y R. Pascual en el año 1989, y luego en el 1990.
La localidad fosilífera tipo es: Tiupampa, cercana al pueblo de Villa Vizcarra, departamento de Cochabamba, Bolivia.
En dicha localidad  se han encontrado once especies de euterios y doce de metaterios extintos. Entre los metaterios se encuentran: Roberthoffstetetteria nationalgeographica, Pucadelphys andinus, Incadelphys antiguus, Allrokirus australis, Andinodelphys cochabambensis y Mayulestes ferox; entre los euterios, el pantodonto Alcidedorbignya inopinata, y los condilartros Tiuclaenus minutus, y Molinodus suarezi. También se encontró un molar que correspondería al Notoungulata más antiguo conocido.
El Tiupampense corresponde al Paleoceno inferior, «formación Santa Lucía», y es probablemente equivalente al «Puerquense» de América del Norte.
Se han reconocido taxones de condilartros Mioclaenidae diferenciados en una subfamilia sudamericana: Kollpaniinae. Aquí dio arranque la diferenciación básica de los ungulados sudamericanos.

## Sucesión de las edades mamífero de América del Sur
| Predecesor: - | Tiupampense Edades mamífero de América del Sur | Sucesor: Peligrense |